# Урсупки-Кипчак
Урсупки́-Кипча́к (крымскотат. Urusnıñki Qıpçaq, Уруснынъки Къыпчакъ) — исчезнувшее село в Нижнегорском районе Республики Крым, располагавшееся в центральной части района, в степном Крыму, примерно в 1 км к северо-востоку от современного села Кукурузное.

## История
По «…Памятной книжке Таврической губернии на 1892 год» в безземельной деревне Урсунки Андреевской волости Феодосийского уезда (в которой селение впервые встречается в исторических документах) не входившей ни в одно сельское общество, было 13 жителей, у которых домохозяйств не числилось, но имело ли она отношение к Урсунки-Кипчак, из доступных источников не ясно. По Статистическому справочнику Таврической губернии. Ч.II-я. Статистический очерк, выпуск пятый Феодосийский уезд, 1915 год, в селе Урсунки-Кипчак Андреевской волости Феодосийского уезда числилось 13 дворов (все дворы безземельные) с татарским населением в количестве 7 человек приписных жителей и 85 — «посторонних», из которых 49 мужчин и 43 женщин. Жители землёй не владели, в хозяйствах имелось 22 лошади, 5 коров и 7 голов мелкого скота.
После установления в Крыму Советской власти, по постановлению Крымревкома № 206 «Об изменении административных границ» от 8 января 1921 года была упразднена волостная система и село вошло в состав Ичкинского района Феодосийского уезда, а в 1922 году уезды получили название округов. 11 октября 1923 года, согласно постановлению ВЦИК, в административное деление Крымской АССР были внесены изменения, в результате которых округа были отменены, Ичкинский район упразднили, включив в состав Феодосийского в состав которого включили и село. Согласно Списку населённых пунктов Крымской АССР по Всесоюзной переписи 17 декабря 1926 года, в селе Урсупки-Кипчак, Желябовского сельсовета Феодосийского района, числилось 28 дворов, все крестьянские, население составляло 113 человек, все татары, действовала татарская школа I ступени (пятилетка). Постановлением ВЦИК «О реорганизации сети районов Крымской АССР» от 30 октября 1930 года был создан Сейтлерский район (по другим сведениям 15 сентября 1931 года) и село передали в его состав. По данным всесоюзной переписи населения 1939 года в селе проживал 151 человек. Село, как Урсупки-Кипчак, обозначено на двухкилометровой карте Генштаба Красной армии 1942 года, в дальнейшем в доступных источниках не встречается — возможно, после депортации крымских татар (после освобождения Крыма) 11 мая 1944 года опустевшее село не возрождали.

### Динамика численности населения
- 1892 год — 13 чел.[5]
- 1915 год — 7/85 чел.[6][16]
- 1926 год — 113 чел.[10]
- 1939 год — 151 чел.[13]